# مرقتش (ألقورات)
مرقتش (بالفارسية: مرقچ) هي مستوطنة تقع في إيران في قسم ألقورات الريفي.